# Berthouville
Berthouville és un municipi francès situat al departament de l'Eure i a la regió de Normandia. L'any 2007 tenia 285 habitants.

## Demografia

### Població
El 2007 la població de fet de Berthouville era de 285 persones. Hi havia 112 famílies, de les quals 20 eren unipersonals (12 homes vivint sols i 8 dones vivint soles), 40 parelles sense fills, 40 parelles amb fills i 12 famílies monoparentals amb fills.
La població ha evolucionat segons el següent gràfic:
Habitants censats

### Habitatges
El 2007 hi havia 155 habitatges, 112 eren l'habitatge principal de la família, 34 eren segones residències i 9 estaven desocupats. 151 eren cases i 1 era un apartament. Dels 112 habitatges principals, 94 estaven ocupats pels seus propietaris, 14 estaven llogats i ocupats pels llogaters i 4 estaven cedits a títol gratuït; 2 tenien una cambra, 3 en tenien dues, 17 en tenien tres, 29 en tenien quatre i 61 en tenien cinc o més. 103 habitatges disposaven pel capbaix d'una plaça de pàrquing. A 51 habitatges hi havia un automòbil i a 52 n'hi havia dos o més.

### Piràmide de població
La piràmide de població per edats i sexe el 2009 era:
| Homes | Edats   | Dones |
| ----- | ------- | ----- |
| 0     | 95 o +  | 0     |
| 0     | 90 a 94 | 0     |
| 0     | 85 a 89 | 8     |
| 8     | 80 a 84 | 4     |
| 0     | 75 a 79 | 4     |
| 8     | 70 a 74 | 12    |
| 4     | 65 a 69 | 12    |
| 4     | 60 a 64 | 8     |
| 4     | 55 a 59 | 4     |
| 0     | 50 a 54 | 4     |
| 16    | 45 a 49 | 12    |
| 4     | 40 a 44 | 8     |
| 28    | 35 a 39 | 8     |
| 4     | 30 a 34 | 16    |
| 4     | 25 a 29 | 8     |
| 0     | 20 a 24 | 0     |
| 16    | 15 a 19 | 4     |
| 20    | 10 a 14 | 0     |
| 20    | 5 a 9   | 12    |
| 0     | 0 a 4   | 8     |

## Economia
El 2007 la població en edat de treballar era de 176 persones, 135 eren actives i 41 eren inactives. De les 135 persones actives 120 estaven ocupades (76 homes i 44 dones) i 16 estaven aturades (5 homes i 11 dones). De les 41 persones inactives 15 estaven jubilades, 14 estaven estudiant i 12 estaven classificades com a «altres inactius».

### Ingressos
El 2009 a Berthouville hi havia 113 unitats fiscals que integraven 298,5 persones, la mediana anual d'ingressos fiscals per persona era de 18.571 €.

### Activitats econòmiques
Dels 8 establiments que hi havia el 2007, 3 eren d'empreses de construcció, 1 d'una empresa de transport, 2 d'empreses d'informació i comunicació i 2 d'empreses de serveis.
Dels 2 establiments de servei als particulars que hi havia el 2009, 1 era una fusteria i 1 electricista.
L'any 2000 a Berthouville hi havia 21 explotacions agrícoles que ocupaven un total de 770 hectàrees.

## Equipaments sanitaris i escolars
El 2009 hi havia una escola elemental integrada dins d'un grup escolar amb les comunes properes formant una escola dispersa.

## Poblacions més properes
El següent diagrama mostra les poblacions més properes.